# Гомати (Грчка)
Гомати (грч. Γομάτι) је насељено место у општини Аристотел у периферији Средишња Македонија, Грчка. Према попису из 2021. године било је 449 становника.
Према бугарском географу и историчару, Василу Канчову, у Гоматију је 1900. године живело 520 Грка.